# Eラーニング
eラーニング（イーラーニング、英語: e-learning, electronic learning）とは、情報技術を用いて行う学習（学び）のことである。eラーニングのための情報システムを指すこともある。

## 概要
eラーニングの "e" は、electronic（電子的な）の意味であり、日本語においてもアルファベットのままの表記が多い。
eラーニングに使用する機器には、パーソナルコンピュータ（PC）、CD-ROM、DVD-ROM、デジタルテレビ、携帯端末（携帯電話、携帯情報端末(PDA)等）などが挙げられる。また、情報通信には、インターネットなどのコンピュータネットワークを通じて、ハイパーテキスト、電子メール、電子掲示板、電子会議、ビデオ配信などの技術が活用されている。
特に、携帯端末を利用した方法についてはmラーニング、uラーニングなどと呼ばれる場合がある。
なお、教科書、ノート、問題集などのアナログデータをコンピュータ上のファイルとしてデジタル化しただけのものを、eラーニングと呼ぶかどうかは、議論が分かれている。

## 歴史
コンピュータを用いた学習や教育は、以前より考案されてきており、CAI（コンピュータ支援教育: computer-assisted instructionまたはcomputer-aided instruction）などをはじめとする各種の形態が開発されてきた。その後、CBT（computer-based training）や WBT（web-based training）などの発展とともに、1990年代に用語「eラーニング」が現れた。
アメリカ合衆国では1980年代よりマイクロ波通信や衛星通信を用い、広域で同一の講座を受講する仕組みが構築されつつあったが、1990年代にはインターネットを用いた低コストかつ双方向性の高いシステムが広く用いられるようになった。日本においては2001年に打ち出されたe-Japan構想により、幅広い層に注目されるようになった。
現代におけるeラーニングは、通信技術の進歩と普及により教師対学習者や学習者相互間などのコミュニケーションが可能なこと、学習者の自学自習が無理なく進むように適切な進度が保てること、教師が弾力的に教育活動を行うための学習者に関する各種情報を記録することなどに配慮されている場合が多い。近年では、従来、主に郵便に頼ってきた通信教育にも取り入れられつつある。
大学での授業方法の組織的革新を求めるファカルティ・ディベロップメントにおいても、eラーニングは重要な役割を占めている。従来の機材よりもはるかに安く、DVDを用いた復習ができるほか、演習によるチェックシステムを構築することも可能である。
新型コロナウイルス感染症の影響によって対面での授業が困難になり、2020年度からとくに大学でeラーニングが急速に普及した。

## eラーニングシステム

### eラーニングシステムの概要
eラーニングシステムとは、eラーニングを実施するための情報システムであり、おおまかには、「教材・学習材」と「学習管理システム」 (LMS, learning management system) から構成されている。なお、システムを含まない「eラーニング」という用語単独でも、eラーニングのための情報システムを意味することもある。
eラーニングシステムの利用者には、「学習者」と「教師」が想定されており、学習者用の機能と教師用の機能とは異なっている。また、多くのeラーニングシステムには、eラーニングシステムの「システム管理者」（システムアドミニストレータ）がおかれ、システム管理者によって、学習活動・教育活動に対する支援が行われる場合もある。
eラーニングシステムに最低限必要な要素は、「教材・学習材」と学習者であり、eラーニングの専用システムとしてはMoodleに代表される自習システムに見ることができる。専用システムではなく World Wide Web の技術を使用したものは、WBT (web-based training) と呼ばれることもある。
自習システムの特殊な例として、コンピュータソフトウェアのチュートリアル機能が挙げられる。チュートリアルは、画面の指示に従って操作などをしながら、ソフトウェアの使い方が学習できることを意図して作成されている。チュートリアル機能は、ソフトウェアの機能の一つとして付随している場合がある。

### 教材・学習材
eラーニングの教材・学習材（しばしばコンテンツと呼ばれる）には、静止画や動画の映像、音声、文章などを組み合わせたマルチメディア形態のものがきわめて多い。これらは、電子図鑑や電子百科事典などのように、主に資料提示型の教材として活用されている。
また、学習した内容を逐次確認していく「小テスト」、問題演習を行うことのできる「ドリル」、さらにそのまとめとしての「試験問題」なども教材・学習材として挙げられる。これらは、学習管理システムと連携して学習者の学習履歴を残すことができるものが多く、これを活用することで、学習者が十分に習熟できていない部分を見つけたり、eラーニングを集団で実施している際に学習集団に対する支援に役立てたりすることもできる。

### 学習管理システム
eラーニングシステムにおける学習管理システム (LMS, Learning Management System) は、教師などによる教材・学習材の保管・蓄積、学習者への教材・学習材の適切な配信、学習者の出欠を含め学習履歴や小テスト・ドリル・試験問題の成績などを統合的に管理する。学習管理システムは、大人数の受講者の成果を把握しやすくするために用いられる。学習管理システムは、学校における対面授業の代替（学習管理システムを介したものを中心とした授業）や対面授業との併用（一部分で学習管理システムを活用している授業）、企業における社員教育、個人を対象としたリスキリングや教養を目的としている通信教育などで活用されている。学習管理システムは、学習者にとってのポータルサイトとしての役割ももっており、学習管理システムからログインして、学習や試験といった一連の機能を利用することになる。また、補完的な機能として学習者相互間、教師対学習者などのコミュニケーションをする電子掲示板（フォーラム）、チャットなども学習管理システムの機能として設けられていることが多い。
学習の進捗管理や支援を行う案内役を「メンター」、メンターによる管理を「メンタリング」と呼ぶ。特に学習内容に関するサポートを行う者を「チューター」と呼ぶ。学習者に対する適切なサポートを行うことによって、eラーニングの効果をより高めることができる。

## 利点と欠点
eラーニングは、従来型の教師と学習者の関係に変化を生じさせることもあり、利点と欠点を併せもっている。

下に主なものを列挙する。
これらの利点と欠点を踏まえ、集合・対面学習とeラーニングを組み合わせた「ブレンディング」という手法を用いることによって、効率的かつ効果の高い学習が期待できる。

### 利点
学習者側
- 同時間、同一場所に集まる必要がなく、自由な時間と場所で学習できる。
- 個々人の習熟度に応じて学習を進めることができる。
- 目的に応じた均一化（標準化）された授業を受けることができる。
- 印刷教材だけの通信教育に比較して、印刷教材の量を減らすことができる。

教師側
- 学習者と同時間、同一場所にいる必要がなく、効率的に業務が遂行できる。
- クラスごとに同じ授業を繰り返し行う必要がない。
- 印刷教材の量を減らすことができる。
- 成績管理などの自動化が図れる。
- 教材の更新、最新化が容易である。

また、集合教育よりも、スケールメリットを生かせる分、低コストであるとされる。

### 欠点
学習者側
- 学習意欲の持続が難しい[10]。
- 画面越しのコミュニケーションの限界が充分に理解できていない。
- 質疑などその場での問題解決がしにくい。
- 教師やほかの学習者との交流がとりにくい。
- 資格や単位を取ることができない場合がある。
- 疑問点が出たら自力で解決しなければならない。
- 理解出来たつもりになりやすい。

教師側
- 学習者の進捗状況は、サーバーに記録されたデータからしか把握できない。
- 画面越しのコミュニケーションの限界が充分に理解できていない。
- 教材・学習材の作成の工数が大きい。
- イニシャルコストが高い。
- 実技や実験・実習を必要とするような科目に向かない。

## eラーニングに関する規格

### コンテンツ共有のための規格
異なる学習管理システム間において同一の教材・学習材などを利用するための規格である。代表的な規格として、SCORM (Shareable Content Object Reference Model) がある。
教材・学習材のコンテンツは、学習管理システムが規定する方式に従って作成されるが、学習管理システムは、無料のものも含め多数開発され、規格の乱立が懸念された。SCORMは、異なる学習管理システム間において教材・学習材が共通に使えることを目指して、仕様の乱立を防ぐ目的で定められた。しかしながら、SCORM自体の仕様の複雑さから、一般の教師が簡単にSCORMに合致した教材・学習材を作ることが困難であるという矛盾も抱えている。2013年に ADL（プロジェクトネーム TinCan）が、SCORMに継ぐ新規格である Experience API (xAPI) を発表した。あらゆる経験を取り込んで教育・人材育成に活用しようという観点から制定されたものであり、国内でもこの仕様に基づいた新たなサービスが始まっている。

### 学校設置基準
学校設置基準とは、学校（大学などを含む）の設備編制などを定めたものの総称であり、教育課程（カリキュラム）に定められた授業を行う際に必要とされる要件なども定めている。
大学設置基準に基づく文部科学省告示などにはeラーニングに関わる規定もある。告示によれば、高等教育を行う学校［大学（大学院を含む）、短期大学、高等専門学校］の単位を与える授業においてeラーニングを教室以外の場所等で学習者に受講させる場合は、同時かつ双方向に行われる遠隔授業などを除けば「毎回の授業の実施に当たって設問解答、添削指導、質疑応答等による指導を併せ行うものであって、かつ、当該授業に関する学生の意見の交換の機会が確保されているもの」でなければならないと定められている［「大学設置基準第25条第2項の規定に基づく大学が履修させることができる授業等」（平成13年文部科学省告示第51号）などを参照］。

## 参考資料
- 経済産業省商務情報政策局情報処理振興課 編、『eラーニング白書』（各年版）、オーム社、2004年以降。
- 先進学習基盤協議会 (ALIC) 編、『eラーニング白書』（各年版）、オーム社、2003年以前。
- 先進学習基盤協議会（ALIC）編著『eラーニングが創る近未来教育』オーム社、2003年。ISBN 4-274-06541-3。
- 荒木浩二『実践eラーニング』毎日新聞社、2002年。ISBN 4-620-31524-9。